# Научный центр акушерства, гинекологии и перинатологии (Алма-Ата)
Научный центр акушерства, гинекологии и перинатологии — современный государственный медицинский центр в Алма-Ате, осуществляющий высокопрофессиональную медицинскую и врачебную помощь в сфере акушерства, гинекологии и перинатологии. В центре работают высококвалифицированные специалисты, кандидаты и доктора медицинских наук.

## История
Центр был организован в городе Алма-Ате как Научно-исследовательский институт акушерства и гинекологии Министерства здравоохранения Казахской ССР на базе Казахского НИИ охраны материнства и детства Министерства здравоохранения Казахской ССР в соответствии с решением коллегии Государственного комитета Совета Министров СССР по науке и технике № 41 от 29.07.75 года и Постановления Совета Министров Казахской ССР № 557 от 12.11.1975 года «О мерах по улучшению медицинского обслуживания и охраны здоровья детей в Казахской ССР».
При организации НИИАГ были созданы 7 научных отделов со штатом 96 сотрудников, располагавшееся в начале в 6 комнатах с общей площадью 90 кв.м. на базе клинического родильного дома № 5 города Алма-Аты, затем клинического родильного дома с клиникой в 120 коек. Штат института в последующем состоял из 236 человек, из них 77 научных сотрудников.
Творческий и научный уровень деятельности института акушерства и гинекологии возрос с укреплением его материально-технической базы в соответствии с Постановлением Ii76 «О некоторых мерах по улучшению охраны здоровья женщин-матерей и детей в Казахской ССР», в котором предусматривалось передать в ведение Министерства здравоохранения Казахской ССР специализированный лечебный корпус (на проспекте Достык,125) для организации на его базе Республиканского научно-исследовательского центра охраны здоровья матери и ребёнка". Сегодня это уникальное сооружение, располагающееся в самом живописном уголке предгорий Заилийского Алатау с общей полезной площадью 24120,1 кв. м. и основной — 8256,3 кв. м.
Изначально институту была присвоена вторая категория, а в 1990 году на основании приказа № 36 Министерства здравоохранения Казахской ССР от 18.05.90 года, институт был переведён на первую категорию по оплате труда работников Науки.
В 1991 году переименован в республиканский Научно-исследовательский центр охраны здоровья матери и ребёнка Министерства здравоохранения Республики Казахстан (РНИЦОЗМиР МЗ РК). Сегодня именуется как Научный центр акушерства, гинекологии и перинатологии.
За 30 лет прошедшие с момента основания, в становлении и развитии РНИЦОЗМР видная роль принадлежит директорам, в разные годы возглавлявшим Центр: доценту Ж. Ш. Исалиеву, д.м.н., профессору Каюповой Н. А. д.м.н., профессору. Шарифкановой М. Н., д.м.н., профессору. Н. М. Мамедалиевой.

## Деятельность
Центр обладает мощной материально-технической базой, которая позволила организовать специализированные клинические отделения и создать новые лаборатории для дальнейшего совершенствования акушерско-гинекологической науки и практики в республике Казахстан.
Научный и профессиональный потенциал центра находится на достаточно высоком уровне. Центр обладает новейшей аппаратурой и оборудованием, внедрены новые технологии, что позволяет на современном уровне предоставлять высокоспециализированную помощь и находиться на передовых позициях медицинской науки. Научный центр известен не только в Казахстане, но и во всей Центральной Азии. Под эгидой центра проводятся крупные конференции, съезды, конгрессы международного уровня.
Центр осуществляет изучение и анализ состояния акушерско-гинекологической помощи в стране, подготовку рекомендаций по её совершенствованию и внедрение новых управленческих технологий. Центром также проводятся разнообразные формы научно-организационной и методической помощи: кураторство над учреждениями регионов республики, консультативная помощь родовспомогательным учреждениям, выпуск методических документов и справочников, повышение квалификации врачей республики на тематических циклах по актуальным вопросам акушерства, гинекологии и перинатологии, подготовка проекта приказов Министерства здравоохранения, материалов коллегии, а также документов, регламентирующих деятельность, обобщение отчётных статистических материалов о деятельности родовспомогательных учреждений и разработка и внедрение клинических протоколов по республике. На базе Центра проводится серьёзная работа по повышению квалификации врачей из республики по актуальным вопросам акушерства, гинекологии и перинатологии, освоению новых технологий диагностики, прогнозирования и лечения.
Клиника центра является базой реализации новых акушерских, перинатальных, гинекологических технологий.

## Материально-техническая база
На сегодняшний момент в центе имеются 192 койки для беременных, родильниц, гинекологических больных и новорождённых детей со штатом 556 сотрудников, по науке — 83. В Центре функционируют 27 научных и клинических подразделений, в том числе научных отделов и лабораторий: отдел гинекологии; отдел научного планирования и организации акушерско-гинекологической службы; отдел для беременных с акушерской патологией и экстрагенитальными заболеваниями; отдел физиологии и патологии родов; отдел для беременных и родильниц с воспалительными заболеваниями; отдел перинатологии; отдел вспомогательных репродуктивных технологий, отдел анестезиологии и реанимации; лаборатории биохимии, медицинской генетики, эндокринологии, иммунологии, цитологии и патоморфологии.
Также наряду с профильными научными отделами и клиническими подразделениями в центре имеется консультативная поликлиника, отделение реанимации и интенсивной терапии новорождённых, отдел перинатальной диагностики, лаборатория искусственной инсеминации, физиотерапевтическое отделение с водолечебницей.